# Alcatrazz
Alcatrazz és un grup de Hard Rock format a principis dels anys 80 per Graham Bonet (ex cantant de Rainbow), Gary Shea (baixista), Jimmy Waldo (teclista), i Jan Uvena (bateria), en col·laboració del virtuós guitarrista suec Yngwie J. Malmsteen (ex membre de Steeler), amb el qual van gravar dos discs: "No parole from Rock'n'Roll" (1984), i el directe "Live Sentence", editat en vídeo amb el nom de "Metallic Live"(1984). El 1985, ja sense Malmsteen, editen el seu tercer disc, amb l'entrada d'un altre reconegut guitarrista, Steve Vai: "Disturbing the Peace". Vai se'n va anar, i llavors va entrar Danny Johnson, que va ocupar el lloc fins que es va dissoldre el grup, el 1987 amb qui Van gravar "Dangerous Games" (1986), que va ser el seu últim àlbum d'estudi. Posteriorment, el 1998 es va publicar un disc de grans èxits, "Best of Alcatrazz".
La seva música es pot definir com Hard Rock melòdic, amb reminiscències dels anys 70. Tècnic, però amb sentiment.